# Auum
 (mai 2024).
Auum, acronyme de "Arrêtons l'Usage Unique maintenant", est une start-up française de l’économie sociale et solidaire fondée en 2019 par Clément Houllier, Maxime Prieto, Mathieu Bourhis et Thomas Munoz. Elle opère dans le domaine du développement et de la commercialisation du nettoyage à base de vapeur sèche.

## Histoire

### Création
Auum a été créée au sein du groupe Supratec en 2019.
L'entreprise développe des technologies de nettoyage vapeur pour le réemploi. Ses quatre cofondateurs ont eu l'idée de créer Auum en s'appuyant sur leur expérience personnelle. Ils ont constaté que de nombreux collègues préféraient utiliser des gobelets jetables plutôt que de nettoyer leurs tasses à café en fin de journée,.

### Financements
Depuis sa création, Auum a bénéficié du soutien financier de plusieurs investisseurs.
En 2019, l'entreprise a réalisé une première levée de fonds de 150 000 euros auprès de business angels, suivie d'une levée de fonds de 1,3 million d'euros (Seed) en 2020 avec Maif Impact.
En 2022, auum a conclu une levée de fonds de 5 millions d'euros (Série A) auprès de Starquest et Founders Future.
Enfin, à la fin de l'année 2023, auum a annoncé l'entrée du groupe industriel français, le groupe SEB, à son capital.

## Activité

### Produit et service
Auum fabrique et commercialise une machine de nettoyage nommée auum-S, conçue spécifiquement pour le nettoyage des verres et des tasses en entreprise. La machine auum-S s'appuie sur une technologie brevetée par auum qui utilise la vapeur pour nettoyer et désinfecter les verres avec une faible consommation d'eau (10cl) et aucun produit chimique supplémentaire. La vapeur constitue le seul agent nettoyant utilisé.

### Marché
L'entreprise cible principalement les grandes entreprises cherchant à réduire leurs déchets. En 2023, Auum a étendu ses activités à l'international en commençant par les pays limitrophes tels que la Belgique, le Luxembourg, les Pays-Bas et la Suisse. En 2024, elle compte plus de 350 entreprises clientes en Europe, dont 70% des entreprises du CAC 40,,. Au cours de la même année, la start-up a officialisé un partenariat avec le géant allemand Siemens,.

### Diversification
Elle envisage d'appliquer sa technologie au vrac dans les supermarchés, au nettoyage des contenants de produits cosmétiques,.

## Engagements et distinctions
Auum est une entreprise industrielle française,. Elle a reçu la certification "Origine France Garantie", et a inauguré, fin 2023, sa toute première usine à Châtillon dans les Hauts-de-Seine, où elle conçoit et fabrique l'intégralité de ses produits.
En 2023, Auum a également été lauréate du programme PM'up jeunes pousses industrielles, un programme de subvention créé par l'État français dans le cadre du Plan France Relance 2030, visant à stimuler la réindustrialisation décarbonnée en Île-de-France.
Sa technologie a également reçu plusieurs distinctions : 
- Brand Start-Up Awards en 2022[23]
- Ekopo Awards en 2023[24]
- Solar Impulse Solution 2020 [25].